# Grønlands bisperække
Grønlands bisperække begynder i 1993, da Grønland blev et selvstændigt stift med egen biskop.

## Grønlands biskopper
- 1993-1995 Kristian Mørch
- 1995-2020 Sofie Petersen
- 2020- Paneeraq Siegstad Munk[1]

## Historie
I nordbotiden var der en stribe biskopper over Grønland, men i lange perioder var der ingen bisp til stede.
- Omkring 1100 udpegede paven en biskop[2]
- 1121 En (unavngiven) biskop var draget til Vinland og havde ikke ladet høre fra sig igen
- 1124 Arnald blev bispeviet af den danske ærkebiskop Asser i Lund[3]
- 1126 Arnald ankom til Grønland
- 1152 Arnald blev kaldt til Norge for at overtage det oprettede bispeembede i Hamar[4].
- 1150-1186 Jon Knutr (herfra og frem udnævnt af bispen i Nidaros)
- 1189-1209 Jon Arnason
- 1212-1230 Thor Helgi
- 1234-1242 Nicholas
- 1242-1280 Olaf
- 1289-1309 Thor Bokki
- 1315-1347 Arne
- 1367-1377 Alf

Efter Alfs død kom der ingen ny biskop til Grønland. I 1492 udvalgtes benediktinermunken Mathias til biskop af Grønland, men der findes ingen meddelelser om Mathias' forberedelser, planer eller videre skæbne, så han kom næppe til Grønland.
I 1740 fik Hans Egede ærestitlen "Biskop over Grønland" – en titel, som hans søn Poul Egede også fik i 1779.
Fra 1905 til 1923 hørte Grønland under Sjællands Stift, og siden fra 1923 under Københavns Stift. I 1980 fik Grønland en vicebiskop i Nuuk.